# Мааруф Амин
Киай Хаджи Маару́ф Ами́н (индон. Ma'ruf Amin; род. 11 марта 1943, Кресек, Западная Ява, оккупированная Японией Индонезия) — индонезийский исламский религиозный деятель и политик.

## Ранние годы жизни. Образование
Родился 11 марта 1943 года в западнояванской деревне Кресек (ныне провинция Бантен) в семье Мохамада Амина и его жены Маймуны. Окончил начальную школу в Кресеке. В 1958—1961 годах учился в песантрене (исламской школе-интернате) Тебуиренг в округе Джомбанг, Восточная Ява. В 1968 году получил степень бакалавра в области исламской философии в Университете Ибн Хальдуна в Богоре, Западная Ява.
В 2017 году стал почётным доктором Государственного исламского университета имени Малика Ибрагима в Маланге.

## Религиозная и политическая карьера
Вскоре после окончания песантрена Мааруф стал проповедником ислама в Джакарте. Примерно в то же время он вступил в Нахдатул Улама, которая в то время была политической партией, в 1966—1970 годы возглавлял джакартское отделение партии. На парламентских выборах 1971 года он был избран депутатом Совета народных представителей Индонезии (СНП) от Нахдатул Улама. В 1973 году по распоряжению президента Сухарто было произведено принудительное слияние политических партий страны: все исламские партии, включая Нахдатул Улама, вошли в состав Партии единства и развития (ПЕР). До 1977 года, когда подошёл к концу его мандат, Мааруф был депутатом СНП от ПЕР. В 1977—1982 годах он был руководителем фракции ПЕР в Джакартском городском СНП, после чего временно ушёл из политики, сосредоточившись на академической и общественной деятельности.
В 1984 году Нахдатул Улама, возглавляемая Абдуррахманом Вахидом, вышла из состава ПЕР, преобразовавшись в религиозную и просветительскую организацию. В годы руководства Вахида влияние Мааруфа Амина в НУ значительно выросло. В 1989 году он стал катиб’аамом (индон. katib 'aam) — членом высшего руководящего совета организации, а в 1994 году возглавил этот совет.

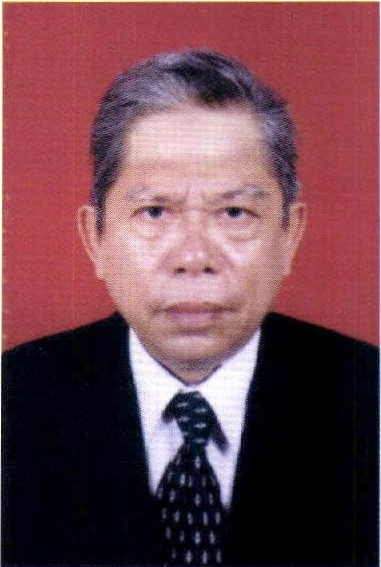
Официальный портрет депутата Совета народных представителей Мааруфа Амина. 1999 год

В 1999 году Вахидом была основана Партия национального пробуждения, в которую вступил и Мааруф. В 1999—2004 годах он был депутатом СНП от Партии национального пробуждения, председателем Четвёртой комиссии СНП (по сельскому хозяйству, продовольствию и морским делам), членом Второй комиссии СНП (по государственным делам и региональной автономии), а также членом Совета по бюджету. Одновременно он был советником Вахида, избранного в 1999 году президентом Индонезии, вплоть до импичмента последнего в 2001 году. На парламентских выборах 2004 года Мааруф не выставил свою кандидатуру, вновь уйдя из политики и сосредоточившись на религиозной работе.
В 1999—2004 годах Мааруф возглавлял комитет Совета улемов Индонезии по фетвам, а в 2004—2010 годах — его комитет по шариату. С 2007 по 2014 годы входил в состав Президентского консультативного совета при президенте Сусило Бамбанге Юдойоно.
В 2015 году на 33-м съезде Нахдатул Улама выставил свою кандидатуру на должность верховного лидера организации. Первоначально он занял второе место после действующего лидера Мустофы Бисри. Однако затем Бисри снял свою кандидатуру, после чего 6 августа 2015 года съезд избрал Мааруфа новым лидером Нахдатул Улама. Несколько недель спустя, 27 августа 2015 года Мааруф был избран председателем Совета улемов Индонезии, сменив на этом посту лидера Мухаммадии Дина Шамсуддина.

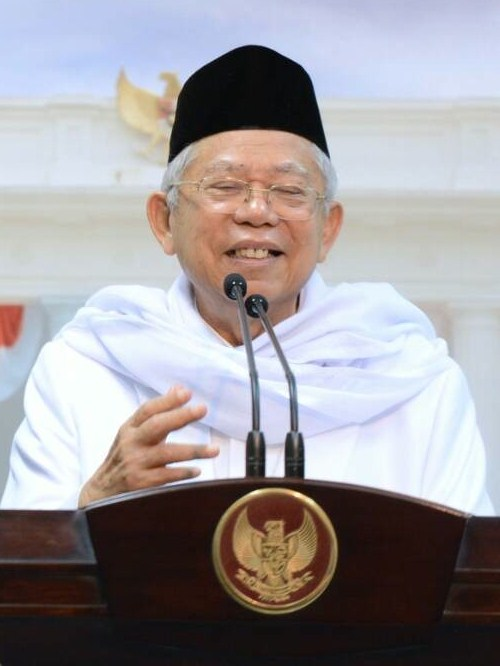
Мааруф Амин в 2017 году

### Конфликт с Басуки Чахая Пурнама
В 2017 году у Мааруфа Амина произошёл конфликт с губернатором Джакарты Басуки Чахая Пурнама. Христианин Басуки был в 2012 году избран вице-губернатором Джакарты, и возглавил город после того, как в 2014 году губернатор Джоко Видодо был избран президентом. В 2016 году он объявил о выставлении своей кандидатуры на губернаторских выборах следующего года, чем вызвал недовольство ряда радикально настроенных джакартцев-мусульман. Противники Басуки ссылались на стих 51 суры Аль-Маида, который трактовали как запрет для мусульман избирать себе правителя-немусульманина. В связи с этим Басуки выступил с речью перед джакартцами, сказав, что ряд его избирателей «обмануты неверной трактовкой стиха 51 суры Аль-Маида». Видео этого выступления вскоре появилось на YouTube в отредактированном виде: на этом видео губернатор якобы говорил о том, что джакартцы обмануты самой сурой Аль-Маида. Это спровоцировало массовые протесты против Басуки, обвинённого в осквернении Корана. Впоследствии Басуки удалось доказать, что видео на YouTube было смонтированным и что не имел намерений чем-либо оскорбить мусульман. 
Мааруф Амин, как председатель Совета улемов Индонезии и лидер Нахдатул Улама, осудил Басуки, что вызвало недовольство последнего. По утверждению Басуки, его публичная критика со стороны Мааруфа была организована бывшим президентом Индонезии Сусило Бамбангом Юдойоно, чей сын Агус Харимурти Юдойоно также баллотировался в губернаторы Джакарты. Впоследствии Басуки принёс Мааруфу извинения через социальные сети, которые Мааруф принял. В интервью, данном после выдвижения своей кандидатуры на пост вице-президента, он заявил, что сожалеет о том, что поддержал обвинения Басуки в осквернении Корана, добавив, что его «заставили» это сделать.

## Выдвижение в вице-президенты
В 2018 году президент Индонезии Джоко Видодо заявил о том, что будет баллотироваться на второй срок на выборах 2019 года. Действующий вице-президент Юсуф Калла не имел права выдвигаться на следующий срок из-за конституционных ограничений, запрещающих кому-либо занимать посты президента и вице-президента более двух раз в жизни (в 2004—2009 годах Калла уже был вице-президентом в администрации Юдойоно). Наиболее вероятным кандидатом в вице-президенты считался бывший министр обороны и бывший председатель Конституционного суда Мохаммад Махфуд. Однако 9 августа 2018 года Джокови неожиданно объявил своим кандидатом в вице-президенты Мааруфа Амина. По сообщениям индонезийских СМИ, Джокови выбрал Мааруфа под давлением со стороны нескольких партий пропрезидентской коалиции и ряда влиятельных исламских деятелей. Комментируя свой выбор, Джокови сослался на большой опыт Мааруфа в государственных и религиозных делах. 22 сентября 2018 года, в связи с выдвижением в вице-президенты, Мааруф ушёл с поста верховного лидера Нахдатул Улама, его преемником стал Мифтачул Ахьяр.
21 мая 2019 года состоялись президентские выборы, по итогам которых Джокови и Мааруф Амин получили 55,5 % голосов избирателей. Их инаугурация прошла 20 октября 2019 года.

## Взгляды
Под председательством Мааруфа Совет улемов Индонезии принял постановления о запрете порнографии и деятельности общины мусульман-ахмади. В 2017 году он высказался против предполагаемой декриминализации гомосексуальных отношений в Индонезии.
В 2012 году Мааруф Амин рекомендовал мусульманам не произносить фразу «Счастливого Рождества». В 2018 году в Интернете появилось видео, на котором Мааруф произносит эту фразу, в связи с чем он пояснил, что прямого запрета на поздравление с Рождеством в Индонезии никогда не было.
В 2016 году Мааруф Амин осудил исламистский терроризм и отказался признавать террористов-смертников шахидами, заявив, что наше время — эра интеллектуальных, а не физических войн. Во время дебатов на президентских выборах 2019 года он подчеркнул важность дерадикализации в борьбе с терроризмом.

## Семья

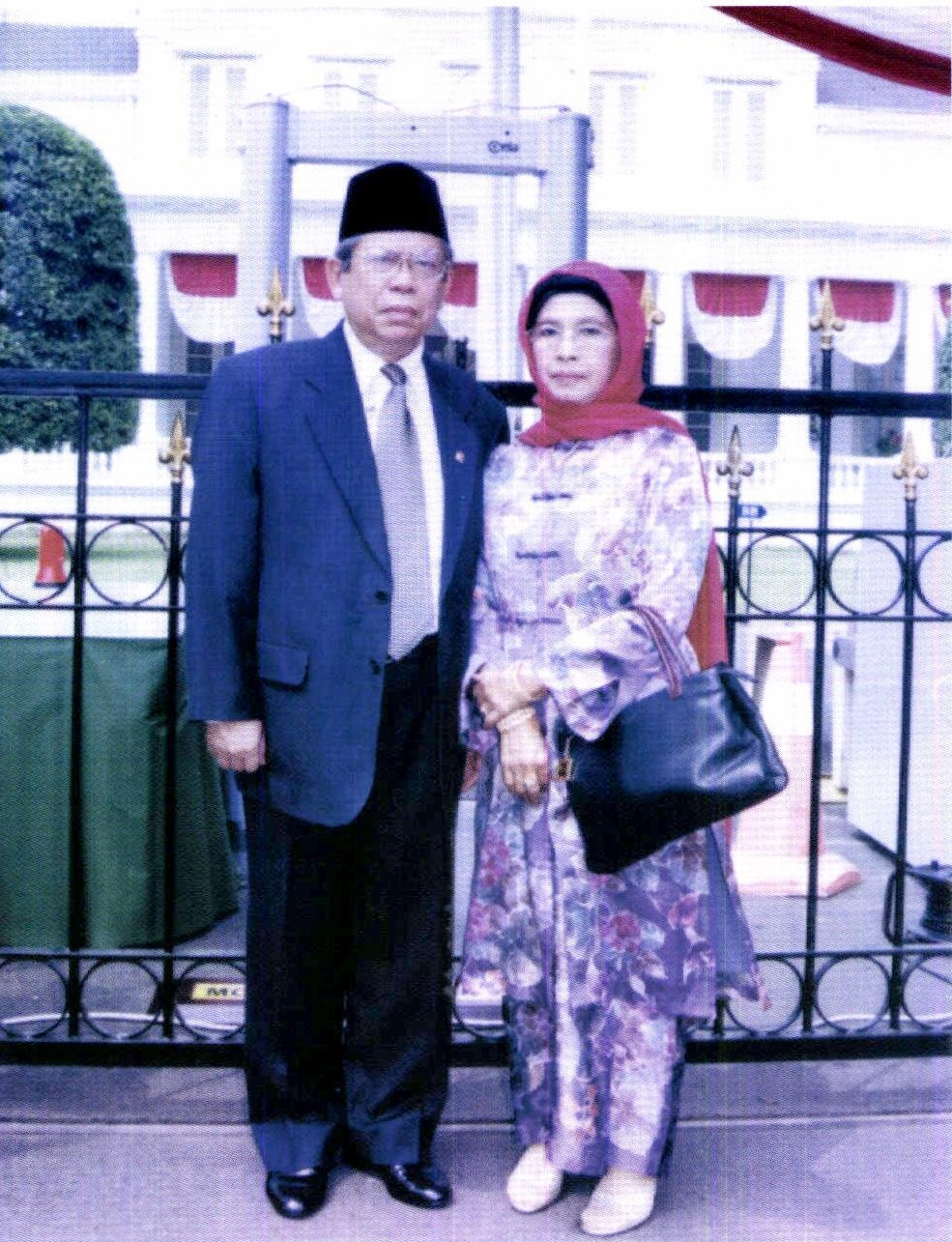
Мааруф Амин и его первая жена, Сити Чурия. Между 1999 и 2004 годами.

Мааруф Амин был дважды женат. С первой женой, Сити Чурией (англ. Siti Churiyah), он прожил в браке 49 лет и имел от неё восемь детей и 13 внуков. 22 октября 2013 года Сити Чурия скончалась в возрасте 67 лет. 31 мая 2014 года Мааруф женился на Вури Эсту Хандаяни (индон. Wury Estu Handayani) — вдове, за два года до этого потерявшей мужа. Свадьба прошла в мечети Сунда Келапа в Ментенге, в центральной части Джакарты.